# Djanet Lachmet
Djanet Lachmet (sinh năm 1948) là một tiểu thuyết gia và nữ diễn viên người Algérie.

## Đời sống
Djanet Lachmet sinh ra tại một thị trấn nhỏ ở Algeria. Buộc phải kết hôn năm mười sáu tuổi, bà ly hôn ba tháng sau đó. Muốn trở thành một diễn viên hài, bà đã học kịch trong bốn năm tại Bordj El Kiffan. Từ năm 1968 đến năm 1972, bà sống ở Canada và sau đó chuyển đến Paris để làm diễn viên.

## Công trinh
- Le Cow-Boy. Paris: Tháp chuông, 1983. Được dịch sang tiếng Anh bởi Judith Still là Lallia, 1987.
- 'Une Composante de l'underground français', Actualités de l'émigration 80, 11 tháng 3 năm 1986